# Плодовое (Херсонская область)
Плодовое (укр. Плодове) — посёлок в Таврийской городской общине Каховского района Херсонской области Украины. В 2022 году, во время вторжения России на Украину, посёлок был захвачен. На данный момент находится под оккупацией ВС РФ.
Население по переписи 2001 года составляло 1101 человек. Почтовый индекс — 74989. Телефонный код — 5549.

## Местный совет
74988, Херсонская обл., Каховский район, г. Таврийск, ул. И. Франка, 29